# میکو تاکا
میکو تاکا (انگلیسی: Miiko Taka؛ زادهٔ ۲۴ ژوئیهٔ ۱۹۲۵) یک هنرپیشه اهل ایالات متحده آمریکا است.
از فیلم‌های او می‌توان به یک رابطه همه‌جانبه اشراره کرد.